# Regard Lecouteux
Pour les articles homonymes, voir Lecouteux.
Le regard Lecouteux est un regard, un ouvrage permettant l'accès à une canalisation, situé dans le 19e arrondissement de Paris, en France.

## Localisation
Le regard est situé au 44, rue des Solitaires, dans le 19e arrondissement de Paris. Il est situé sur les pentes de la colline de Belleville.

## Toponymie
Son nom est celui du métayer de la ferme de Savies de 1524 à 1540, Simon Lecouteux.

## Historique
L'édifice est inscrit au titre des monuments historiques en 1929. Cette inscription est modifiée en classement en même temps que le reste des eaux de Belleville en 2006.